# Vīār
Vīār (persiska: ويار) är en ort i Iran.   Den ligger i provinsen Qazvin, i den norra delen av landet, 140 km nordväst om huvudstaden Teheran. Vīār ligger 1 843 meter över havet och antalet invånare är 184.
Terrängen runt Vīār är bergig västerut, men österut är den kuperad. Runt Vīār är det ganska tätbefolkat, med 108 invånare per kvadratkilometer. Närmaste större samhälle är Yārūd, 10,4 km sydost om Vīār. Trakten runt Vīār består i huvudsak av gräsmarker.